# Аја (Ливорно)
Аја (итал. Aia) је насеље у Италији у округу Ливорно, региону Тоскана.
Према процени из 2011. у насељу је живело 18 становника. Насеље се налази на надморској висини од 132 м.